# Carrossel
Carrossel és una telenovel·la infantil brasilera creada per Íris Abravanel i escrita per Abel Santa Cruz. El programa de televisió es va emetre originalment a SBT del 21 de maig de 2012 al 26 de juliol de 2013. És un remake brasiler de la telenovela mexicana Carrusel (que al seu torn s'havia inspirat en la telenovela argentina Jacinta Pichimahuida, la Maestra que no se Olvida). La telenovela va tenir un èxit especial amb nens i va provocar diverses derivacions, incloses una sèrie de dibuixos animats i una comèdia de televisió.
El 23 de juliol de 2015 es va estrenar una pel·lícula teatral basada en la novel·la, Carrossel: O Filme.